# 陳郁秀
陳郁秀（1949年4月22日—），臺灣钢琴家、音樂學者、作家，出生於臺中市。2000至2004年，出任文化建設委員會主任委員；2004年至2006年，曾在陳水扁總統任內擔任總統府國策顧問。2016年9月1日至2022年4月22日，曾擔任台灣公共廣播電視集團董事長。

## 生平
父親陳慧坤為畫家及國立臺灣師範大學美術學系教授，母親陳莊金枝為音樂教師。五歲開始學習鋼琴，師事張彩湘。1963年獲臺灣區音樂比賽（今全國學生音樂比賽）少年鋼琴組冠軍。1965年通過教育部資賦優異學生甄試赴法進修，入巴黎國立高等音樂舞蹈學院，修習鋼琴、音樂理論、音樂史及室內樂，師事 Pierre Sancan（鋼琴）、Jean Doyen（鋼琴）、Pierre Pasquier（室內樂）與Jean Calvet（室內樂）等。1975年獲巴黎國立高等音樂舞蹈學院最高級演奏家第一大獎畢業。1971至1975年間，於普瓦西地區音樂戲劇學院（Conservatoire à rayonnement communal de Poissy）教授鋼琴。

### 臺師大時期
1974年與政治人物盧修一結婚，1976年返臺任教於臺師大音樂學系，1994年任首度教授直選產生的音樂學系主任、音樂研究所所長。1993年與夫婿盧修一博士成立白鷺鷥文教基金會，共同推動臺灣音樂、美術及原鄉文化研究，陳氏並擔任董事長一職至今，1995年舉辦「臺灣音樂一百年系列」活動。1997年擔任臺師大藝術學院院長，推動師生與社區結合，將精緻藝術融入平民生活；推動音樂學系教師能以作品、成就證明或技術報告代替專門著作申請升等；並與許常惠共同推動音樂智慧財產權、著作權立法。因夫婿推動臺灣民主運動，理念為當時政府所不容，而於1983年—1986年入獄，1989年其夫婿當選第一屆增額立委，並連任三屆。1996年獲「法國國家模範勳章軍官勛位」。1998年其夫婿過世。

### 文建會主委
2000年5月20日到2004年5月20日間出任行政院文化建設委員會主委。就任時，即以約五十年時間為段落的所謂「大歷史」，思考文化變遷與發展，將2001年訂為文化資產年，推動閒置空間再利用；歷史文化產業之資產保存（2003年並通過「文化資產保存法政草案」）；加入「世界古蹟日同盟」。2002年為文化環境年，舉辦第三屆全國文化會議；提出文化創意產業政策並納入「挑戰2008：國家發展重點計畫」；執行「地方文化館計畫」；推動「臺灣世界人類遺產潛力點」選拔；責成清點1945年後就未曾清點的國立臺灣博物館；策劃出版「臺灣之美」系列叢書，並陸續出版音樂、美術、戲劇、歷史、文學、傳統藝術等主題叢書（至2004年卸任為止，文建會總共出版六百多種重要叢書），逐步建立「臺灣主體文化」內涵。2003年為文化產業年，推動文創產業全國五大園區及陶瓷旗艦計畫，催生《臺灣當代藝術大系》（2004年）、《臺灣現代藝術大系》（2005年）、《臺灣藝術經典大系》（2006年）各二十四冊及《臺灣史料集成——明清臺灣檔案彙編》、《全臺詩》、《臺灣歷史辭典》等之出版工程；推動「音樂人才庫」培植新秀；舉辦第一屆臺灣國際鋼琴大賽；配合行政院規劃大台北新劇院、衛武營藝術文化中心，及北、南、東流行音樂中心等文化建設。2004年為文化人才年，策劃文化志工、社造人才、青年藝術家、文創產業人力資源等培育方案。至2004年5月離職。2004年5月始任總統府國策顧問（2004年5月—2006年）、外交部無任所大使（2004年—2008年）、臺師大音樂學系兼任教授、國立交通大學兼任通識教育講座、經濟部臺灣創意設計中心顧問、中正文化中心評鑑委員會召集人。2005年接任國家文化總會秘書長。

### 兩廳院董事長
2007年3月1日起，出任國立中正文化中心（國家兩廳院）改制行政法人後第2任董事長。2007年到2009年擔任「2009年高雄世運開閉幕典禮藝術總監」。而在此其間，演奏事業未曾中斷。

### 公廣集團董事長
於2016年9月接任台灣公共廣播電視集團董事長。而陳與民視董事長郭倍宏為多年好友。2018年1月因透過董事會罷免華視總經理郭建宏而遭郭提出誹謗告訴。郭建宏接受中國時報受訪時說:「郭倍宏搞掉民視前總經理陳剛信，陳郁秀把有36年影視資歷的我鬥下來，他們已經聯手搞掉2位影視界大老，這對台灣影視界不是好事，且最後郭倍宏的手還會伸到整個公廣集團，公視最終也會變成小民視」。該官司於2019年10月9日經高等法院駁回郭上訴，陳郁秀無罪確定。
任職期間，為因應社會潮流與新媒體趨勢，制定五大目標逐步落實中:一、因應環境趨勢：依照國外公共媒體的發展趨，進行全媒體的轉型，成立「全媒體專案中心」、公視+OTT平台的穩定成長、創立「P#新聞實驗室」、規劃「兒少資源網」，以及完成4K技術與硬體設備的建置。二、擴大公共服務：國會頻道及台語頻道的設立，整合公廣集團的資源。三、開發多元劇種：大河劇、生活劇、新創電影、孵育計畫等。四、國際深度交流：從單純企劃購片與銷售版，轉向國際合作，共同投資、共創IP、協力製作。五、建立品牌價值：許多節目建立叫好又叫做的口碑，為台灣電視戲劇立下新標竿，建立公視品牌。2019年第54屆電視金鐘獎共設39個獎項，公廣集團共獲得29項大獎，創下空前紀錄。
2022年4月22日，因華視多次疏失於新聞跑馬燈版面出現錯誤快訊，陳郁秀請辭台灣公共廣播電視集團、中華電視公司董事長一職。

## 作品

### 演奏經歷
- 中華民國第20屆音樂節慶祝大會（1963年4月5日，臺北中山堂）
- 葛拉那多斯百年紀念—杜揚教授高級班音樂會〔1968年3月19日，法國巴黎白遼士廳（SalleBerlioz）〕
- 陳郁秀鋼琴獨奏會（1968年6月26日，國際學舍）
- 陳郁秀鋼琴獨奏會（1968年7月27日，臺中中山堂）
- 陳郁秀鋼琴獨奏會〔1973年5月，法國巴黎美式教會（Eglise Americaine）〕
- 陳郁秀鋼琴獨奏會〔1974年4月，法國中部阿讷西（Annecy）〕
- 與長笛家Machiko Takahashi合奏音樂晚會〔1974年6月14日，法國巴黎美式教會（Eglise  Americaine）〕
- 「拉威爾百周年紀念」陳郁秀獨奏會（1975年1月21日，法國波西城（Poissy Mardis Musicaux）
- 陳郁秀鋼琴獨奏會〔1975年5月，法國巴黎第十三劇場（Theatre 13）〕
- 與法國大提琴手P. Gabar 合奏會〔1975年6月，法國歐蓓維利埃城（Aubervillier）〕
- 陳郁秀鋼琴獨奏會〔1975年9月25日，比利時布魯塞爾（Bruxelles）米榭麗廳（Mercelis Salle）〕
- 「青春與音樂」合奏會〔1975年11月6日，與大提琴家P. Gabar 合奏，法國巴黎葛多廳（Salle Cortot）〕
- 國立臺灣藝術專科學校特別音樂會〔1976年4月6日，臺北實踐堂，藝專音樂科交響樂團（太澤可直指揮）/ 蕭邦e小調第一號鋼琴協奏曲〕
- 陳郁秀鋼琴獨奏會（1976年4月24日，臺中中興堂）
- 陳郁秀鋼琴獨奏會（1976年4月30日，臺北中山堂）
- 慶祝第六任總統副總統就職音樂會〔1978年5月17日，臺北國父紀念館，台北世紀交響樂團（廖年賦指揮）/貝多芬c小調第三號鋼琴協奏曲（Op.37）〕
- 陳郁秀客席教授鋼琴獨奏會〔1983年9月23日，美國威斯康辛大學阿巴特演奏廳（Abbott Concert Hall）〕
- 法國現代音樂之夜（1984年4月11日，臺北實踐堂）
- 慶祝臺灣光復四十週年紀念特別演出——大阪愛樂交響樂團〔1985年9月9日，基隆市立文化中心，大阪愛樂*交響樂團（朝比奈千足指揮）/ 蕭邦f小調第二號鋼琴協奏曲〕
- 國立臺灣師大音樂系交響樂團暨實驗管絃樂團演奏會〔1986年1月12日，臺北市立社會教育館，臺師大音樂學系交響樂團暨實驗管絃樂團（張大勝指揮）普羅高菲夫第三號鋼琴協奏曲（Op.26）〕
- 陳郁秀鋼琴獨奏會（1987年12月22日，國家音樂廳演奏廳）
- 靜謐之美—室內樂精品的再現（1989年5月22日，國家音樂廳）
- 國家音樂廳開幕季節目系列—陳郁秀鋼琴獨奏會（1989月12月22日，國家音樂廳）
- 浪漫的長笛 / 鋼琴二重奏（1989年12日）
- 兒童鍵盤樂系列音樂會— 浪漫的鋼琴（1990年9月14日—16日，臺北國家音樂廳演奏廳）
- 慶祝中華民國建國八十年— 法國音樂之夜音樂會〔1991年1月30日，國家音樂廳、1991年1月31日，臺中*中興堂；省交（郭聯昌指揮）/ 聖桑動物狂歡節〕
- 紀念莫札特逝世二百週年活動系列（二）—莫札特兒童音樂劇（1991年2月24日，高雄市立文化中心、1991年2月27日，彰化縣政府大禮堂、1991年2月28日， 臺中中興堂）
- 音樂畫作—蘇格蘭〔1991年12月6日，國家音樂廳聯管（呂紹嘉指揮）/ 貝多芬G 大調第四號鋼琴協奏曲（Op.58）〕
- 二二八紀念音樂會（1992年2月24日，國家音樂廳）
- 陳郁秀鋼琴獨奏會（1992年3月13日，國家音樂廳）
- 臺灣民謠系列（一）永遠的春天（1992年5月19日，國家音樂廳）
- 月光詩情話（1992年9月9日，臺北縣立文化中心演藝廳）
- 陳郁秀與羅玫雅雙鋼琴演奏會（1992年9月14日，臺北市立社教館）
- 莫札特世界—迷人的兒童音樂劇（1992年10月24日，臺中市中山堂、1992年11月3日，國家音樂廳）
- 菩提樹—舒伯特兒童音樂劇（1993年4月6－7日，國家戲劇院）
- 音樂之父巴赫兒童音樂劇（1993年12月2日，國家音樂廳）
- 上海交響樂團首訪臺灣預演音樂會（1993年12月27日，上海音樂廳/ 上海交響樂團陳燮陽指揮/ 拉威爾G 大調鋼琴協奏曲〕
- 上海交響樂團訪臺演奏會（1994年1月5日，國家音樂廳， 上海交響樂團/ 陳燮陽指揮/ 拉威爾G 大調鋼琴協奏曲）
- 慶祝第八任總統副總統就職四週年音樂會（1994年5月9日，國家音樂廳）
- 陳郁秀鋼琴獨奏會（1994年10月30日，臺中中興堂、1994年11月6日，國家音樂廳）
- 音樂禮讚—拉威爾與新世界（1994年12月11日，臺北縣立文化中心演藝廳， 臺北縣立文化中心交響樂團/ 廖年賦指揮）/ 拉威爾G 大調鋼琴協奏曲）
- 巡迴禮讚— 蕭邦與貝多芬之夜〔1995年3月18日，鳳山國父紀念館、1995年3月19日，桃園縣中壢藝術館。臺北縣立文化中心交響樂團/ 廖年賦指揮/ 蕭邦第一號鋼琴協奏曲（Op.11）〕
- 從華沙到維也納—深情之旅〔1995年4月28日，臺北國家音樂廳，國家音樂廳交響樂團（伯朗斯坦指揮）/ 蕭邦第一號鋼琴協奏曲（Op.11）〕
- 柏林愛樂木管五重奏（1996年3月8日，國家音樂廳、1996年3月8日，高雄市立文化中心）
- 慶祝國立臺灣師範大學五十週年校慶音樂會— 大學慶典〔1996年3月11日，國家音樂廳，臺師大音樂系交響樂團（伏拉第米爾‧凡斯指揮）/ 拉威爾G 大調鋼琴協奏曲）
- 大耳朵兒童音樂會—四架鋼琴與管絃樂的動物狂歡節（1996年4月19日，國家音樂廳）
- 臺北縣立文化中心交響樂團定期演奏會——法國風情畫〔1996年6月8日，臺北縣立文化中心演藝廳、1996年6月9日，新莊文化藝術中心演藝廳。臺北縣立文化中心交響樂團（廖年賦指揮）/ 浦朗克雙鋼琴協奏曲（第二鋼琴劉惠芝）〕
- 臺北市音樂季—貝多芬命運交響曲〔（1996年10月17日，國家音樂廳，臺北市立交響樂團（雷歐尼‧莫拉耶夫指揮）/ 貝多芬G 大調第四號鋼琴協奏曲）〕
- 德國慕尼黑室內樂團〔1996年11月9日，國家音樂廳，德國慕尼黑室內樂團（克里斯多夫‧波彭指揮）/ 莫札特A 大調鋼琴協奏曲（K.414）〕
- 國家音樂廳交響樂團—俄羅斯巡禮〔1996年12月13日，國家音樂廳，國家音樂廳交響樂團/伏拉第米爾‧凡斯指揮/ 蕭泰然c 小調鋼琴協奏曲/Op.53）
- 沙弗綠打擊樂二重奏vs. 陳郁秀雙鋼琴（1997年10月2日，臺北縣立文化中心、1997年10月3日，國家音樂廳。沙弗綠打擊樂二重奏/ 巴爾托克：雙鋼琴與打擊樂奏鳴曲/ 第二鋼琴艾達‧莫哈迪昂）
- 關懷生命關懷社會慈善音樂會（1997年12月26日，國家音樂廳， 新臺北室內管絃樂團/ 張大勝指揮/ 蕭泰然c 小調鋼琴協奏曲/Op.53）
- 柏林愛樂木管五重奏（1998年3月11日，國家音樂廳，柏林愛樂木管五重奏/ 涂意勒降B 大調六重奏—為鋼琴與木管五重奏/Op.6）
- 國立臺灣師範大學音樂系交響樂之夜—浪漫的c 小調（1998年12月18日，國家音樂廳，臺師大音樂學系交響樂團（張大勝指揮）/ 蕭泰然c 小調鋼琴協奏曲（Op.53））
- 陳郁秀vs. 台北世紀交響樂團—世紀話英雄〔1999年12月7日，國家音樂廳，台北世紀交響樂團/ 廖年賦指揮/ 貝多芬c 小調第三號鋼琴協奏曲（Op.37）〕
- 2000豐田古典慈善音樂會〔2000年10月30日，臺北國家音樂廳/ 名古屋愛樂管絃樂團（本名徹次指揮）/ 蕭泰然c 小調鋼琴協奏曲（Op.53）〕
- 聽見音樂的世代傳承—柏林愛樂木管五重奏〔2001年3月27日，國家音樂廳/ 柏林愛樂木管五重奏/ 貝多芬降E 大調鋼琴五重奏（Op.16）〕
- 薩爾茲堡莫札特大會堂管絃樂團慈善音樂會〔2002年5月17日，國家音樂廳， 薩爾茲堡莫札特大會堂管絃樂團（赫伯‧蘇坦指揮）/莫札特第21 號鋼琴協奏曲〕琴弦與鍵盤的深情對話—盧佳君小提琴獨奏會（2007年2月15日，國家演奏廳，小提琴盧佳君、鋼琴陳郁秀、廖皎涵/ 布拉姆斯第二號小提琴奏鳴曲、柴科夫斯基華爾滋詼諧曲、佛瑞A大調小提琴奏鳴曲）
- NSO首席絃樂團創團音樂會（2008年4月24日，國家音樂廳，莫札特A 大調第十二號鋼琴協奏曲，K414）
- 蕭邦200週年音樂會系列演出/金秋的悸動—敘事曲與即興曲之夜（2010年9月12日，新舞台，蕭邦敘事曲）

### 著作
- 《拉威爾鋼琴作品之研究》（1982，臺北：全音）
- 《音樂臺灣—1895－1995》（1996，臺北：時報）
- 《臺灣音樂閱覽》（編著，1997，臺北：玉山社）
- 《音樂臺灣一百年論文集》（主編，1997，臺北：白鷺鷥文教基金會）
- 《百年音樂臺灣圖像巡禮》（主編，1998，臺北：時報）
- 《張福興—近代臺灣第一位音樂家》（與孫芝君合著，2000，臺北：時報）
- 《穿紅鞋的人生— 永懷祖思的郭芝苑先生》（2000，臺北：鼎文）
- 《永遠的白鷺鷥》（編著，2000，臺北：時報）
- 《生命的禮讚—盧修一博士紀念文集》（編著，2000，臺北：時報）
- 《人親、土親、故鄉親》（編著，2000，臺北：時報）
- 《最愛臺灣—溫暖滿人間》（編著，2000，臺北：時報）
- 《北海岸的文化原鄉—淡水、三芝風雅頌》（編著，2000，臺北：白鷺鷥文教基金會）
- 《郭芝苑—沙漠中盛開的紅薔薇》（2001，臺北：時報）
- 《琴韻有情天—紀念臺灣鋼琴教育家張彩湘教授逝世十週年》（2001，臺北：白鷺鷥文教基金會）
- 《怦然心動音樂》（與盧佳慧合著，2002，臺北：三民）
- 《用心愛臺灣—臺灣社會運動發展簡史》（編著，2002，臺北：時報）
- 《浪漫政治家—盧修一成長家庭與生命之歌》（編著，2002，臺北：時報）
- 《蘆葦與劍—臺灣政治運動發展簡史》（編著，2002，臺北：時報）
- 《臺灣民主歌》（編著，2002，臺南：臺灣歷史博物館籌備處）
- 《文化臺灣》（編著，2004，臺北：遠流）
- 《呂泉生的音樂人生》（與孫芝君合著，2005，臺北：遠流）
- 《創意島嶼—2050 願景臺灣》（編著，2005，臺北：遠流）
- 《鈴蘭清音—陳郁秀的人生行履》（口述，于國華整理，2006，臺北：天下遠見）
- 《鑽石臺灣—多樣性自然生態篇：瑰麗多彩的土地》（編著，2007，臺北：玉山社）
- 《台灣音樂百科辭書》（總策劃，呂鈺秀、徐玫玲、陳麗琦、溫秋菊、顏綠芬主編，2009，臺北：遠流）
- 《鑽石臺灣—多元歷史篇：豐富多樣的人文風貌》（編著，2010，臺北：玉山社）
- 《行政法人之評析—兩廳院政策與實務：瑰麗多彩的土地》（編著，2010，臺北：遠流）
- 《兩廳院經營誌—臺灣表演藝術文創產業實務案例》（2010，臺北：國立中正文化中心）
- 《文創大觀—臺灣文創的第一堂課》（與林會承、方瓊瑤合著，2013，臺北：先覺）
- 《盧修一與他的時代》（編著，2018，臺北：遠流）

### 主持
- 中央廣播電台《美麗的台灣》

## 獲獎與榮譽
- 1996年10月，獲頒法國國家典範騎士勳章
- 2000年，受聘「英國皇家音樂學院榮譽諮詢」（Honorary Consultant，British Royal Music College）
- 2008年10月29日，獲頒法國榮譽軍團騎士勳章
- 2009年3月31日，獲頒法國文化部文化藝術軍官勳章
- 2021年11月18日，獲頒國立台南藝術大學榮譽博士
- 2023年9月18日，獲頒臺法文化獎 (中華民國文化部、法國法蘭西學院人文政治學院)[9]，

## 家庭
其夫為前立委盧修一，育有二女一子，長女鋼琴家盧佳慧、次女小提琴家盧佳君、長子盧佳德。

### 引用
1. ↑  曾嬿卿. . 新頭殼. 2017-03-22. （原始内容存档于2019-08-23）.
2. ↑  趙靜瑜. . 中國時報. 2018-01-18. （原始内容存档于2019-12-04）.
3. ↑  林淑娟. . 中國時報. 2018-01-14. （原始内容存档于2018-01-18）.
4. ↑  劉世怡. . 中央通訊社. 2019-10-09. （原始内容存档于2020-06-25）.
5. ↑   陳郁秀. . 財團法人公共電視文化事業基金會. 2019－12: 1.
6. ↑  第54屆廣播電視金鐘獎官方網站. . 文化部影視及流行音樂產業局.   [2020-02-11]. （原始内容存档于2020-05-01）.
7. ↑   「榮耀」. . 財團法人公共電視文化事業基金會. 2019-10-15: 01.
8. ↑  王心妤. . 中央通訊社. 2022-04-30  [2022-06-05]. （原始内容存档于2022-06-26） （中文（繁體））.
9. ↑   Template:創意生活風格網

## 外部連結
- [https://www.beautimode.com/article/content/89314 創意生活風格網 主持人黃威廉訪談後記 到法國尋訪大師足跡 ft.第26屆臺法文化獎特別貢獻獎得主陳郁秀|date=2022/12/16
- 臺灣音樂群像 陳郁秀 （页面存档备份，存于）

| 中華民國政府職務 | 中華民國政府職務                                                 | 中華民國政府職務 |
| ---------------- | ---------------------------------------------------------------- | ---------------- |
| 行政院           |                                                                  |                  |
| 前任： 林澄枝    | 行政院文化建設委員會主任委員 第六任 2000年5月20日－2004年5月20日 | 繼任： 陳其南    |